# Porembica
Porembica (Zicrona) – rodzaj pluskwiaków z podrzędu różnoskrzydłych i rodziny tarczówkowatych.
Pluskwiaki o ciele długości poniżej 10 mm. Ich przedplecze ma gładkie, pozbawione ząbków i kolców krawędzie boczne oraz niewystające poza nasady półpokryw kąty boczne (rogi). Przednia para odnóża ma uda pozbawione zębów. 
Rodzaj szeroko rozpowszechniony w całej Holarktyce, a ponadto znany z części krainy orientalnej i etiopskiej. W Europie reprezentowany przez porembicę stalnicę, znaną ze wszystkich krajów oprócz Islandii.
Takson ten wprowadzili w 1843 roku Charles Jean-Baptiste Amyot i Jean Guillaume Audinet-Serville. Obejmuje 4 opisane gatunki:
- Zicrona americana Thomas, 1992
- Zicrona caerulea (Linnaeus, 1758) – porembica stalnica
- Zicrona hisarensis Chopra & Sucheta, 1984
- Zicrona murreensis Rana & Ahmad, 1988